# Dawid Dragunski
Dawid Abramowicz Dragunski (ros. Дави́д Абра́мович Драгу́нский; ur. 2 lutego?/15 lutego 1910 w Swiatsku w rejonie nowozybkowskim, zm. 12 października 1992 w Moskwie) – radziecki dowódca wojskowy i polityk, generał pułkownik wojsk pancernych, dwukrotny Bohater Związku Radzieckiego (1944 i 1945).

## Życiorys
Urodzony w rodzinie żydowskiego krawca-chałupnika. Skończył szkołę w Nowozybkowie, pracował w Moskwie m.in. jako kopacz i ślusarz, w 1931 został skierowany do wsi Achmatowo w obwodzie kalinińskim (twerskim) dla przeprowadzania kolektywizacji, był przewodniczącym rady wiejskiej i instruktorem rejonowego komitetu partii komunistycznej. Od 1931 należał do Partii.
Od lutego 1933 służył w Armii Czerwonej, w 1936 skończył szkołę wojskową w Saratowie i został dowódcą plutonu czołgów 32 samodzielnego batalionu czołgów w 32 Dywizji Strzeleckiej Dalekowschodniej Armii Czerwonego Sztandaru. W 1938 jako dowódca kompanii czołgów brał udział w bitwie nad jeziorem Chasan, w styczniu 1939 został słuchaczem Akademii Wojskowej im. Frunzego.
W czerwcu 1941 odbywał praktyki w składzie 2 Dywizji w Osowcu, gdzie zastał go atak Niemiec na ZSRR. W lipcu 1941 wrócił do Moskwy i został skierowany na Front Zachodni jako dowódca batalionu czołgów w 242 Dywizji Strzeleckiej, we wrześniu 1941 brał udział w bitwie pod Smoleńskiem i został szefem wydziału operacyjnego sztabu 242 Dywizji Strzeleckiej. Od listopada 1941 do kwietnia 1942 był słuchaczem Wyższej Akademii Wojskowej im. Woroszyłowa po czym został oddany do dyspozycji marszałka Budionnego, od czerwca 1942 był zastępcą szefa Zarządu Operacyjnego Kierunku Północno-Kaukaskiego, a od lipca 1942 szefem Wydziału Wywiadowczego Sztabu Zarządu Pancernego Czarnomorskiej Grupy Wojsk Frontu Zakaukaskiego.
W październiku 1942 został szefem wywiadu 3 Korpusu Zmechanizowanego w składzie Frontu Kalinińskiego, w listopadzie 1942 szefem sztabu 1 Brygady Zmechanizowanej tego korpusu, na tym stanowisku latem 1943 brał udział w bitwie pod Kurskiem, 11 sierpnia 1943 został ranny. Od 21 października 1943 w stopniu podpułkownika był dowódcą 55 Gwardyjskiej Brygady Pancernej w składzie 7 Gwardyjskiego Korpusu Pancernego, 3 Gwardyjskiej Armii Pancernej i 1 Frontu Ukraińskiego, 6 listopada 1943 brał udział w zajmowaniu Kijowa i Prawobrzeżnej Ukrainy, 9 grudnia 1943 został ciężko ranny i przez następne pół roku przebywał na leczeniu. Po powrocie na front w lipcu 1944 uczestniczył w wyzwalaniu Gródka Jagiellońskiego i Lwowa i w operacji lwowsko-sandomierskiej, następnie w walkach nad Wisłą. W 1945 brał udział w bitwie o Berlin i walkach o Pragę, 24 czerwca 1945 uczestniczył w Paradzie Zwycięstwa na Placu Czerwonym.
W 1949 ukończył Wyższą Akademię Wojskową im. Woroszyłowa. W latach 1950–1957 dowodził kolejno 5 Gwardyjską Dywizją Pancerną i 75 Gwardyjską Dywizją Zmechanizowaną na Zabajkalu, był I zastępcą dowódcy armii i dowódcą 7 Gwardyjskiej Armii, później (1960-1965) I zastępcą dowódcy wojsk Zakaukaskiego Okręgu Wojskowego. W latach 1969–85 był szefem wyższych oficerskich kursów „Wystrieł”, od października 1985 do listopada 1987 wojskowym konsultantem Grupy Generalnych Inspektorów Ministerstwa Obrony ZSRR. Od 9 kwietnia 1971 do 23 lutego 1986 był członkiem Centralnej Komisji Rewizyjnej KPZR, a od 1983 do rozwiązania przewodniczącym Antysyjonistycznego Komitetu Społeczności Radzieckiej. W 1975 otrzymał honorowe obywatelstwo Nowozybkowa.
Został pochowany na Cmentarzu Nowodziewiczym. Jego imieniem nazwano ulicę w Sołniecznogorsku.

## Awanse
- porucznik (1936)
- starszy porucznik (4 listopada 1938)
- kapitan (lipiec 1941)
- major (1942)
- podpułkownik (6 października 1942)
- pułkownik (25 kwietnia 1944)
- generał major wojsk pancernych (3 sierpnia 1953)
- generał porucznik wojsk pancernych (9 maja 1961)
- generał pułkownik wojsk pancernych (6 listopada 1970)
- generał pułkownik (26 kwietnia 1984)[potrzebny przypis]

## Odznaczenia
- Złota Gwiazda Bohatera Związku Radzieckiego (dwukrotnie - 23 września 1944 i 31 maja 1945)
- Order Lenina
- Order Rewolucji Październikowej
- Order Czerwonego Sztandaru (czterokrotnie)
- Order Suworowa II klasy (6 kwietnia 1945)
- Order Wojny Ojczyźnianej I klasy (11 marca 1985)
- Order Przyjaźni Narodów
- Order Czerwonej Gwiazdy (dwukrotnie)
- Order „Za służbę Ojczyźnie w Siłach Zbrojnych ZSRR” III klasy
- Medal „Za zasługi bojowe” (1944)
- Medal „Za obronę Kaukazu” (1944)
- Medal „Za zdobycie Berlina” (1945)
- Medal „Za wyzwolenie Pragi” (1945)
- Order Zasługi dla Ojczyzny (NRD)
- Krzyż Komandorski z Gwiazdą Orderu Odrodzenia Polski (PRL)
- Order 9 września 1944 I klasy z mieczami (Bułgaria)
- Krzyż Wojenny Czechosłowacki 1939 (Czechosłowacja)
- Order Za Zasługi Bojowe (Mongolska Republika Ludowa)

I inne.